# Hemigymnus

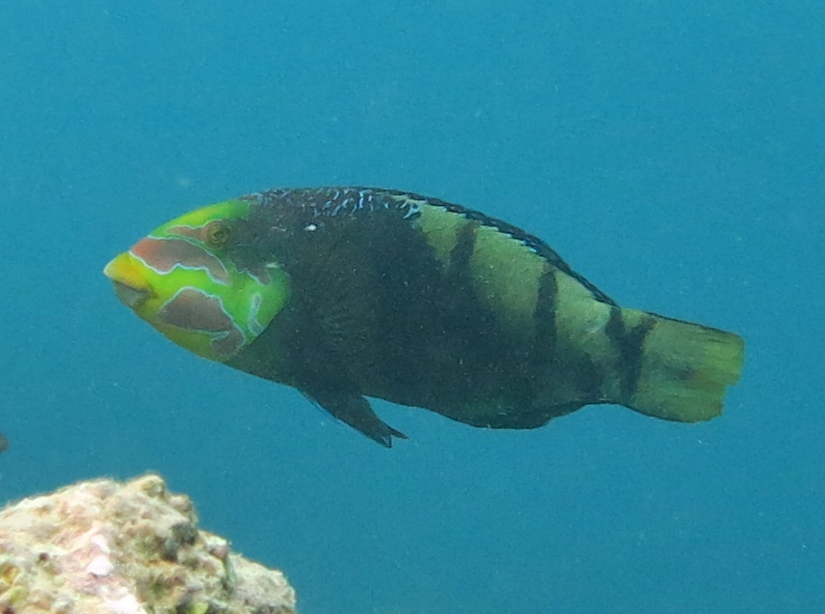
H. fasciatus

Hemigymnus Günther, 1861 è un genere di pesci ossei di mare appartenenti alla famiglia Labridae.

## Distribuzione e habitat
Questi pesci provengono dall'oceano Indiano e dall'oceano Pacifico, dove vivono in acque poco profonde, fino a 30 m, nelle barriere coralline.

## Descrizione
Presentano un corpo tozzo, di forma ovale. La testa è grande ed il dorso è arcuato. Non superano i 90 cm di lunghezza, ma di solito sono di dimensioni inferiori. Le labbra sono molto spesse e da esse deriva il nome comune inglese Thicklips. Negli esemplari giovanili la pinna caudale ha una forma più arrotondata che negli adulti.
La colorazione è variabile; negli adulti di H. sexfasciatus e H. fasciatus è composta sul corpo da fasce bianche e nere, mentre in H. melapterus è prevalentemente grigia-verdastra.

## Biologia

### Comportamento
Possono sia formare piccoli gruppi che essere solitari; talvolta gli esemplari più giovani si trovano nei pressi di ricci di mare (Diadema).

### Alimentazione
Hanno una dieta composta da invertebrati marini, spesso trovati setacciando la sabbia.

## Tassonomia
In questo genere sono riconosciute 3 specie:
- Hemigymnus fasciatus (Bloch, 1792)
- Hemigymnus melapterus (Bloch, 1791)
- Hemigymnus sexfasciatus (Rüppell, 1835)

## Conservazione
La lista rossa IUCN classifica queste due specie come "a rischio minimo" (LC) perché a parte la pesca per l'acquariofilia non sono note minacce. In Australia la pesca di H. melapterus e di altri labridi di grandi dimensioni è regolamentata per evitare che diventi troppo frequente.